# 炮台山

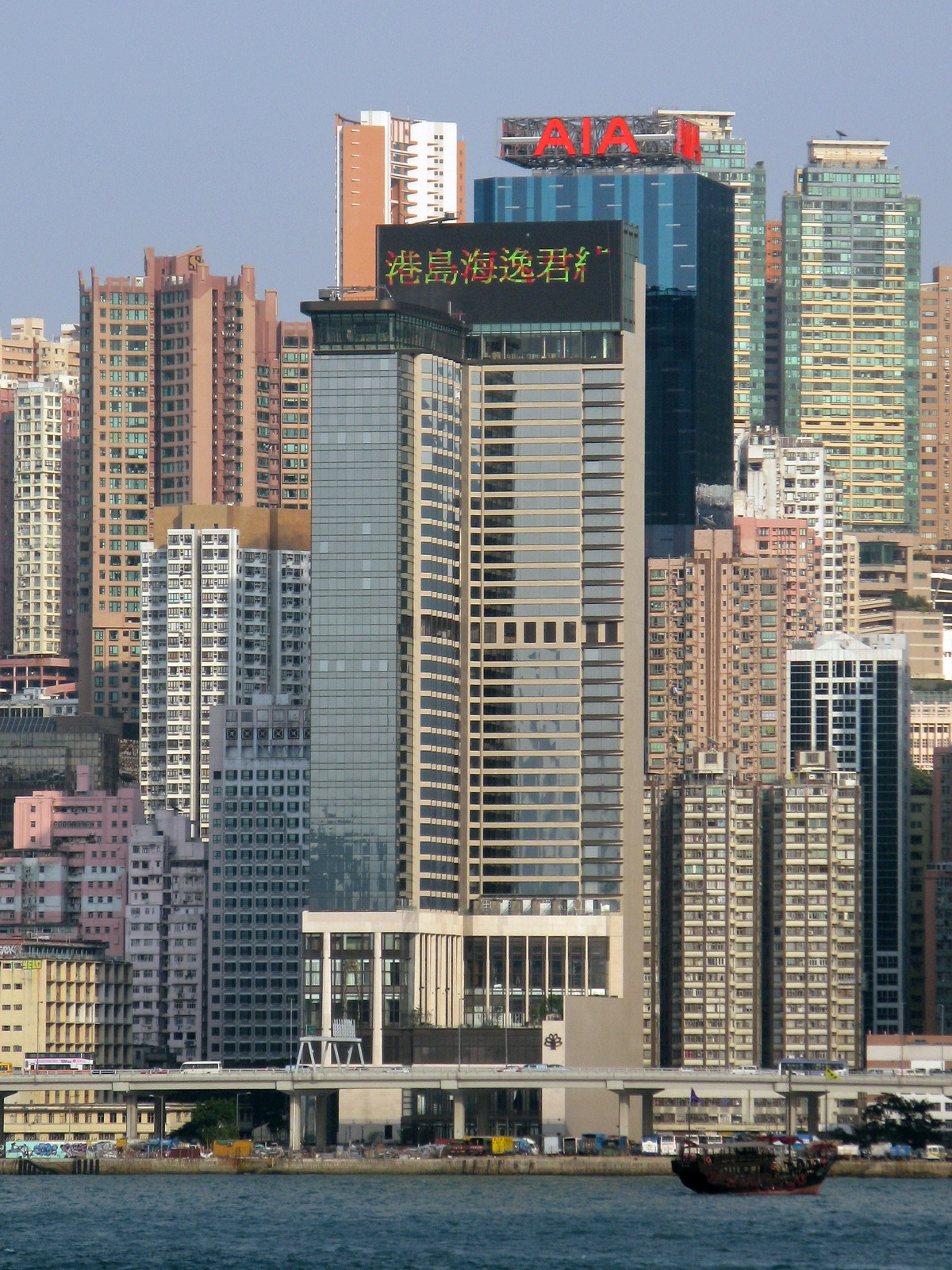
ヴィクトリア・ハーバーから見た炮台山

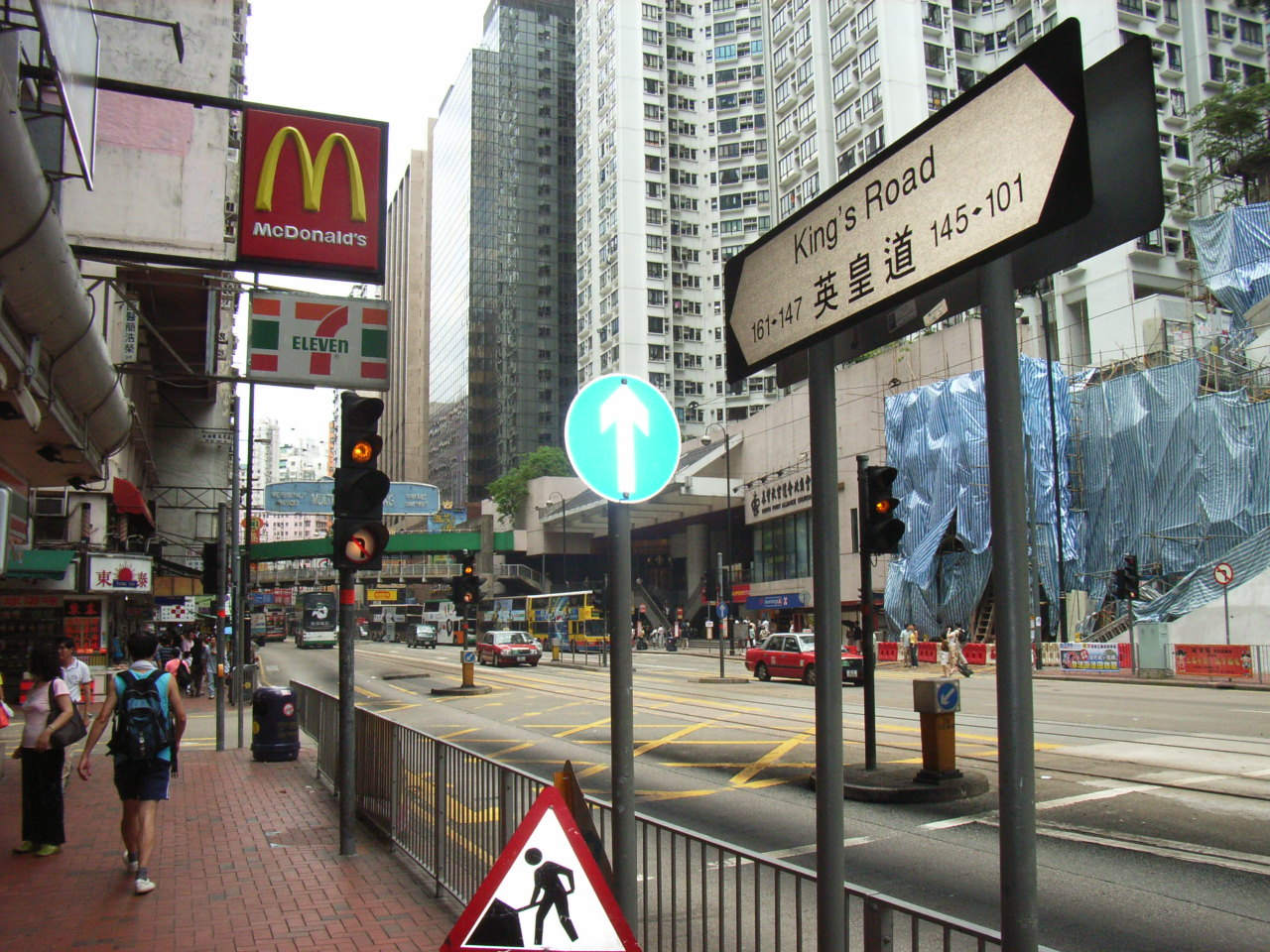
炮台山、油街付近の英皇道

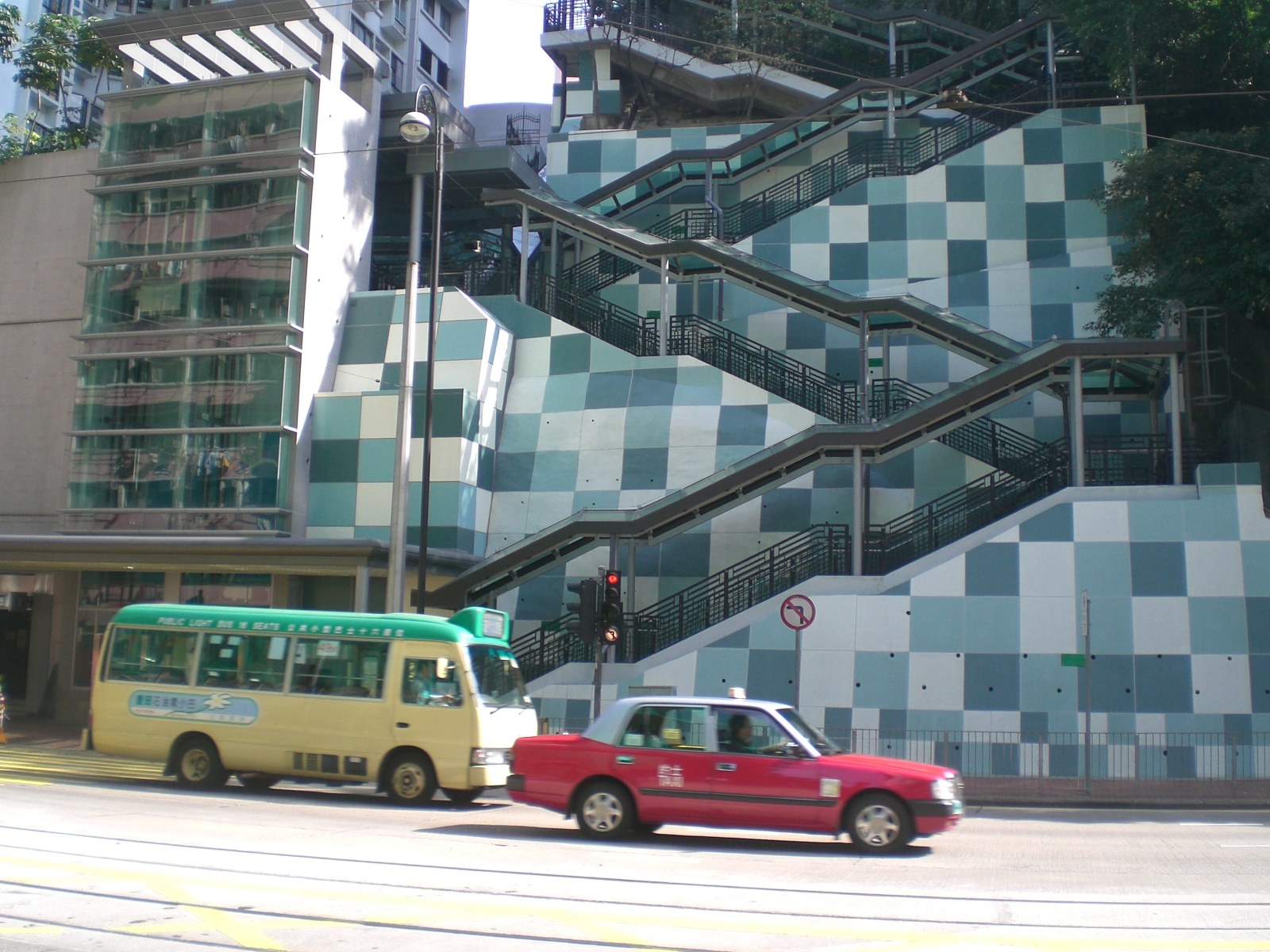
炮台山、油街石段付近の英皇道

炮台山（ほうだいざん、パウトイサン、Pau Toi Shan）は、香港香港島の北岸にある丘及び地区である。地区は、油街以西の北角西部や銅鑼湾東部を占めている。数多くの私有住宅団地、オフィスビル、ホテル、公共施設が地区内に存在する。炮台山控股とは同名である。

## 施設
- AIAタワー（英語版）
- 油街12にはロイヤル香港ヨットクラブ（英語版）があった。クラブは1938年に埋め立てのため、現在の場所に移転した。
- ニュートンホテル香港
- ハーバーグランド香港

## 交通
地区内には、MTRの炮台山駅があり、英皇道に沿って香港トラムも走っている。バスやミニバス路線もある。
道路:
- 英皇道
- 電気道（英語版）
- 油街（中国語版）
- 炮台山道（中国語版）
- 東島道路（英語版）